# Charles Gauzargues
Œuvres principales
- Traité de composition (1797)
- Traité d'harmonie (1798)

Charles Gauzargues, né à Tarascon (Bouches-du-Rhône) le 17 décembre 1723 et mort le 6 août 1801 à Paris, est un théoricien et compositeur français du l'ère classique, musicien d'église en tant que sous-maître à la Chapelle du roi (Louis XV) de 1758 à 1774.

## Biographie
Né à Tarascon en Provence, il était intéressé par l'étude de la musique depuis sa jeunesse, après avoir été enfant de chœur, puis à partir de 1747 bénéficier  du chapitre de la collégiale royale Sainte-Marthe dans sa ville natale, il fut sous-chantre à Nîmes et à Montpellier.
En 1756, il se rend à Paris pour augmenter ses connaissances par les conseils de Rameau, qui l'accueillit et lui fit faire quelques études d'harmonie.
En avril 1758, il a été nommé maître de chapelle royale, pendant dix hui années, il écrivit environ quarante motets avec orchestre.
Charles Gauzargues est connu par son talent pour la musique religieuse et fut généralement estimé. Il est mort à Paris en 1801.

## Œuvre
- Traité de composition (1797)[7].
- Traité d'harmonie (1798)[8].